# Écoles européennes publiques au Luxembourg
 (décembre 2023).
La mise en forme du texte ne suit pas les recommandations de Wikipédia : il faut le « wikifier ».
Les points d'amélioration suivants sont les cas les plus fréquents. Le détail des points à revoir est peut-être précisé sur la page de discussion.
- Les titres sont pré-formatés par le logiciel. Ils ne sont ni en capitales, ni en gras.
- Le texte ne doit pas être écrit en capitales (les noms de famille non plus), ni en gras, ni en italique, ni en « petit »…
- Le gras n'est utilisé que pour surligner le titre de l'article dans l'introduction, une seule fois.
- L'italique est rarement utilisé : mots en langue étrangère, titres d'œuvres, noms de bateaux, etc.
- Les citations ne sont pas en italique mais en corps de texte normal. Elles sont entourées par des guillemets français : « et ».
- Les listes à puces sont à éviter, des paragraphes rédigés étant largement préférés. Les tableaux sont à réserver à la présentation de données structurées (résultats, etc.).
- Les appels de note de bas de page (petits chiffres en exposant, introduits par l'outil «  Source ») sont à placer entre la fin de phrase et le point final[comme ça].
- Les liens internes (vers d'autres articles de Wikipédia) sont à choisir avec parcimonie. Créez des liens vers des articles approfondissant le sujet. Les termes génériques sans rapport avec le sujet sont à éviter, ainsi que les répétitions de liens vers un même terme.
- Les liens externes sont à placer uniquement dans une section « Liens externes », à la fin de l'article. Ces liens sont à choisir avec parcimonie suivant les règles définies. Si un lien sert de source à l'article, son insertion dans le texte est à faire par les notes de bas de page.
- La présentation des références doit suivre les conventions bibliographiques. Il est recommandé d'utiliser les modèles {{Ouvrage}}, {{Chapitre}}, {{Article}}, {{Lien web}} et/ou {{Bibliographie}}. Le mode d'édition visuel peut mettre en forme automatiquement les références.
- Insérer une infobox (cadre d'informations à droite) n'est pas obligatoire pour parachever la mise en page.

Pour une aide détaillée, merci de consulter Aide:Wikification.
Si vous pensez que ces points ont été résolus, vous pouvez retirer ce bandeau et améliorer la mise en forme d'un autre article.
 (décembre 2023).
Entre 2016 et 2022, six écoles européennes publiques agréées ont ouvert leurs portes au Grand-Duché du Luxembourg. Ces écoles, gratuites et ouvertes à tous les élèves, proposent une alternative au programme national.

## Début
L’École internationale de Differdange et Esch-sur-Alzette a fait ses premiers pas en septembre 2016. Depuis, un réseau d’écoles européennes agréées publiques a été progressivement mis en place au Luxembourg. En 2018, le Lënster Lycée International School à Junglinster, l’École internationale Edward Steichen à Clervaux et l’École internationale Mondorf-les-Bains ouvraient leurs portes. L’École internationale Mersch Anne Beffort a accueilli ses premiers élèves en septembre 2021. En septembre 2022, c’est sur le territoire de la Ville de Luxembourg que l’École internationale Gaston Thorn (EIGT) a ouvert ses portes. Le programme gouvernemental 2023-2028 annonce la création de trois écoles supplémentaires, à Esch-sur-Alzette-Schifflange, à Dudelange et dans les environs de la capitale.

## Fonctionnement
Ces écoles suivent les programmes, les critères de promotion et les grilles horaires des Écoles européennes gérées par le Conseil supérieur (institution intergouvernementale). Les agréments et leur renouvellement sont soumis à une procédure de contrôle ponctuée d’audits réguliers par le Conseil d’inspection des Écoles européennes. Le ministère de l’Éducation nationale, de l’Enfance et de la Jeunesse luxembourgeois est chargé de l’administration, du financement et du personnel.
Les écoles européennes publiques proposent l’enseignement primaire (5 années) et secondaire (7 années) européen. Les élèves choisissent une langue d’enseignement principale parmi les sections francophone, anglophone ou germanophone. Le cursus débouche sur le Baccalauréat européen. L’inscription est gratuite et ouverte à tous les élèves. L’enseignement européen propose une alternative aux programmes nationaux, avec une offre linguistique élargie, un enseignement varié sur le plan culturel et une prise en charge en journée continue.

## Motivations politiques
Le Luxembourg est un pays multiculturel. Sur les 645.397 habitants que comptait le pays début 2022, 47,1% n’avaient pas la nationalité luxembourgeoise. La population scolaire, à l’instar de la population générale, présente une composition socio-économique, socioculturelle et linguistique très diversifiée. En 2022, la langue la plus parlée dans la cellule familiale de près de 68% des élèves de l’enseignement public n’était pas le luxembourgeois. Près de 42% des élèves dans l’enseignement public n’avaient pas la nationalité luxembourgeoise.
Cette diversité peut être à l’origine d’iniquités dans un système éducatif national basé sur le trilinguisme, avec des exigences linguistiques élevées. La création des écoles européennes publiques s’inscrit dans les efforts politiques de diversification de l’offre scolaire pour offrir de meilleures chances de réussite scolaire à tous les élèves.

## Population scolaire
Les chiffres pour l’année scolaire 2021/2022 indiquent un total de 3.606 élèves suivant le programme des écoles européennes publiques – dont 1.378 dans l’enseignement primaire et 2.228 dans l’enseignement secondaire –, soit 3,3% du total des élèves scolarisés au Luxembourg dans les écoles publiques ou les écoles privées subventionnées par l’État. L’évolution est à la hausse et le nombre de candidatures dépasse le nombre de places disponibles.La population étudiante des écoles européennes publiques diffère de celles des écoles suivant le programme d'études luxembourgeois. Les élèves ayant un statut socio-économique élevé et/ou parlant le français ou l’anglais à la maison sont sur-représentés, alors que les élèves avec un statut socio-économique faible et/ou parlant le portugais à la maison sont sous-représentés 

## Écoles européennes agréées en Europe
Le Luxembourg compte aussi deux Écoles européennes proprement dites, de type I, aux financements européens et au recrutement sélectif, réservé prioritairement aux enfants des fonctionnaires européens. Les écoles européennes publiques luxembourgeoises tombent sous le type III, à savoir des écoles nationales agréées pouvant accueillir des enfants sans distinction et se conformant aux programmes des écoles européennes. Le type II concerne des écoles nationales agréées qui accueillent prioritairement les enfants des personnels des institutions européennes. Type II et III confondus, il existe 23 écoles européennes agréées dans 13 pays en 2023. Le Luxembourg est le pays qui possède le plus d’écoles européennes agréées.